# 8416 Okada
8416 Okada eller 1996 VB8 är en asteroid i huvudbältet som upptäcktes den 3 november 1996 av de båda japanska astronomerna Seiji Ueda och Hiroshi Kaneda i Kushiro. Den är uppkallad efter Yoshiyuki Okada.
Asteroiden har en diameter på ungefär 4 kilometer.